# Шеста косовско-метохијска бригада
Шеста косовско-метохијска бригада НОВЈ формирана је 16. децембра 1944. године у Косовској Митровици од дотадашњег Ибарског партизанског одреда и нових бораца. На дан формирања имала је око 1.000 бораца.
Учествовала је у чишћењу терена Косова и Метохије од остатака балистичких јединица.